# Campeonato Mundial de Basquete 3x3

## Campeões Masculino
| 2012 detalhes | Atenas, Grécia | Sérvia | 16-13 | França | Ucrânia | 19-18 | Israel   |
| 2014 detalhes | Moscou, Rússia | Catar  | 18-13 | Sérvia | Rússia  | 19-18 | Lituânia |

## Campeãs Feminino
| 2012 detalhes | Atenas, Grécia | Estados Unidos | 17-16 | França | Austrália | 18-17 | Ucrânia  |
| 2014 detalhes | Moscou, Rússia | Estados Unidos | 15-8  | Rússia | Bélgica   | 14-12 | Tchéquia |

## Campeões Mixto
| 2012 detalhes | Atenas, Grécia | França | 14-8 | Argentina | Ucrânia | 15-18 | Tchéquia |
| 2014          | Não houve      | -      | -    | -         | -       | -     | -        |